# Anna-Brita Laurell
Anna-Brita Laurell, född 5 juni 1918 i Malmö, död 13 augusti 2000 i Lund, var en svensk läkare.
Laurell, som var dotter till tågmästare Oscar Pålsson och Helga Levau, blev medicine licentiat vid Lunds universitet 1947, medicine doktor 1955, docent i bakteriologi vid Lunds universitet 1956, extra ordinarie docent 1957, laborator 1960, biträdande professor i immunologi 1969 samt var professor 1979–1984 och överläkare vid klinisk-bakteriologiska centrallaboratoriet på Lunds lasarett 1974–1984. Hon författade skrifter inom områdena bakteriologi och immunologi.
Hon ingick 1946 äktenskap med Carl-Bertil Laurell (1919–2001). De är begravda på Norra kyrkogården i Lund.